# Чорна (притока Сіви)
Чо́рна (рос. Чёрная) — річка у Пермському краї (Великососновський район), Росія, права притока Сіви.
Річка починається на південно-східній околиці села Кленовка. Течія перші 2 км спрямована на південний захід, але потім повертає на південний схід і тягнеться в такому напрямку майже до гирла. За 2 км до кінця, течія повертає на південь. Впадає до Сіви навпроти села Черновське.
Русло нешироке, береги на невеликих ділянках заліснені, долина досить широка. Останні 2 км, після прийому правої притоки Потка, русло розширюється до 30 м. Глибина тут збільшується до 0,4 м, дно піщане. Приймає багато дрібних приток, найбільшими з яких є праві Мала Чорна та Потка. Збудовано декілька автомобільних мостів.
Над річкою розташовані села Колоколово, Баклуші, Кузино, Гладкий Мис та Зачорна.